# Pact
Pact é uma comuna francesa na região administrativa de Auvérnia-Ródano-Alpes, no departamento de Isère. Estende-se por uma área de 9,74 km². Em 2010 a comuna tinha 867 habitantes (densidade: 89 hab./km²).